# Romanus (gouverneur)
Romanus (tweede helft vierde eeuw) was praeses (gouverneur) van Mauretania Sitifensis, gelegen in de Romeinse provincie Africa.  Wat we weten over Romanus komt van geschiedschrijver Ammianus Marcellinus.

## Context
Romanus was een corrupte en hebzuchtig ambtenaar, die zijn provincie ten prooi liet aan roofzuchtige bendes. Firmus, een telg uit een adellijke familie kwam hiertegen in opstand. Het ging zover dat Firmus zich uitriep tot tegenkeizer.
Keizer Valentinianus I stuurde zijn bekwame generaal Flavius Theodosius om orde op zaken te stellen, die daarin slaagde. Tijdens zijn campagne kwam Theodosius te horen dat Romanus de bron van de opstand was, een proces volgde. Intussen was keizer Valentinianus gestorven, de sterke man in het West-Romeinse Rijk was magister militum Merobaudes. Merobaudes was Romanus goed gezind, omdat zijn provincie een belangrijke graanleverancier was voor het Rijk.
Uiteindelijk werd Romanus vrijgesproken en Theodosius beschuldigd. Theodosius werd begin 376 ter dood veroordeeld.